# جام پاسارگاد
جام پاسارگاد اولین مسابقات باشگاهی والیبال در سطح ملی و بالاترین سطح لیگ والیبال در ایران بود که در سال‌های ۱۳۵۴ تا ۱۳۵۷ با شرکت ۱۰-۱۲ تیم در سطح کشوری توسط فدراسیون والیبال ایران برگزار می‌شد.

## پیشینه
۳ دوره از این مسابقات در سال‌های ۱۳۵۴، ۱۳۵۵ و ۱۳۵۶ با موفقیت به اتمام رسید. اولین قهرمان مسابقات کشوری والیبال در ایران تیم دخانیات تهران بود و موفق‌ترین تیم در جام پاسارگاد نیز تیم تاج تهران با ۲ قهرمانی بود. به دنبال انقلاب ۱۳۵۷ این مسابقات دیگر برگزار نشدند و در ۱۳۶۹ مسابقات کشوری والیبال با نام جام فجر ادامه پیدا کرد. لیگ سراسری والیبال در ایران در حال حاضر با نام لیگ برتر والیبال ایران و با ساختاری متفاوت ادامه پیدا کرده است.

## قهرمان‌ها
| فصل     | قهرمان        | نایب‌قهرمان     | جایگاه سوم        |
| ------- | ------------- | -------------- | ----------------- |
| ۱۳۵۴    | دخانیات تهران | پرسپولیس تهران | تاج تهران         |
| ۱۳۵۵    | تاج تهران     | پرسپولیس تهران | ذوب آهن اصفهان    |
| ۵۷–۱۳۵۶ | تاج تهران     | ایرانا تهران   | لیفتراک‌سازی تبریز |